# Heidi.news
 (décembre 2024).
Si vous disposez d'ouvrages ou d'articles de référence ou si vous connaissez des sites web de qualité traitant du thème abordé ici, merci de compléter l'article en donnant les références utiles à sa vérifiabilité et en les liant à la section « Notes et références ».
Heidi.news est un média en ligne suisse romand fondé en 2019, abordant principalement les thématiques des sciences, de la santé et de l’innovation. Heidi.news est édité par la société genevoise Heidi Media SA,,.

## Histoire
Heidi Media SA, la société qui édite Heidi.news, est créée en 2017 par dix cofondateurs dont les principaux sont Tibère Adler, Serge Michel, Jérôme Bontron et Sophie Guignard Lacroix (qui a quitté le groupe en 2019).
Le site Heidi.news est lancé en mai 2019. Paul Ackermann est nommé rédacteur en chef en septembre 2019, aux côtés de Serge Michel, fondateur et directeur de rédaction. La rédaction est hébergée à Chêne-Bourg, dans le canton de Genève, au 46 chemin de la Mousse.
Au rachat par Le Temps SA en 2021, Paul Ackermann rejoint l'équipe du Temps et Serge Michel continue de piloter l'éditorial de Heidi.news. La rédaction emménage dans de nouveaux locaux communs, à Genève, avenue du Bouchet 2.

## Ligne éditoriale
En juillet 2023, Heidi.news annonce recentrer sa ligne éditoriale sur les grands reportages et les enquêtes, appelés Explorations.

## Gouvernance et modèle économique

### Financement et indépendance
Heidi.news est un média financé par ses lecteurs, sans publicité. Il propose différentes formules d’abonnements payants ainsi que les revues des Explorations en version imprimée, vendues à l’unité.
Les principaux fondateurs détiennent près de 90 % du capital. Le solde est en main de dix investisseurs ayant souscrit en 2018 à une première augmentation de capital.
En novembre 2018, Heidi Media SA a levé un million de francs suisses. Le média a reçu 500 000 francs de la fondation Aventinus, basée à Genève et dont le but est de soutenir et de stimuler l’existence d’une presse et de médias autonomes.
En novembre 2020, la fondation Aventinus annonce racheter Heidi.news et Le Temps au 1er janvier 2021. La rédaction en chef, la direction et le conseil d’administration seront communs pour les deux titres.

### Équipe
Heidi.news compte une dizaine de collaborateurs, dont des correspondants à l'étranger.
Direction
- 2019-2020 : Tibère Adler (avec Serge Michel comme directeur de la rédaction).
- 2021-2023 : Tibère Adler (Heidi.news et Le Temps)[10] ;
- Dès 2024 : Pierre-Adrian Irlé (directeur exécutif Heidi.news et Le Temps)

Direction éditoriale
- 2019-2020 : Serge Michel (directeur de rédaction Heidi.news) et Paul Ackermann (rédacteur en chef Heidi.news).
- 2021-2022 : Madeleine von Holzen (rédactrice en chef Heidi.news / Le Temps)[10] et Serge Michel (rédacteur en chef adjoint Heidi.news / Le Temps) ;
- Dès 2023 : Serge Michel (rédacteur en chef Heidi.news)

Heidi.news a aussi convié, comme rédacteurs en chef invités d’éditions spéciales, diverses personnalités telles que Nicolas Bideau, Joël Mesot, Gabriela Montero ou Aviel Cahn (de).

## Reportages
En 2020, lors de la pandémie de Covid-19, Heidi.news fait un reportage conjoint avec Léman bleu sur le complotisme,, en infiltrant un journaliste parmi des figures romandes du complotisme. La méthode employée suscite une polémique et des réactions auprès de certains confrères journalistes. Les personnes qui ont fait l'objet du reportage considèrent les méthodes employées par les deux médias comme « déloyales » et déposent plainte, à la fois devant le Conseil de la Presse, qui les déboute.